# Ensopado de turu
O ensopado de turu ou caldo de turu é um prato típico paraense, cujo ingrediente principal é o molusco turu (Neoteredo reynei, usualmente), coletado em madeiras e troncos de árvores apodrecidos depositados em mangues.

## Histórico
O consumo do turu por populações indígenas residentes próximas a mangues, remonta a tempos pré-históricos. Os turus perfuram e vivem nas raízes das árvores do mangue, bem como em todo tipo de madeira que ali vá parar.
No século XVIII, o padre jesuíta João Daniel, autor de Tesouro descoberto no máximo Rio Amazonas, descreve o consumo do turu por indígenas e europeus como repulsivo, visto que o molusco lembra uma lombriga:
(...) fazem dessas minhocas, ou lombrigas, pratinhos de muita estimação, e apreço, e ainda muitos brancos; para o que vão nas vazantes pelas praias de lodo, abrem os paus podres, de que estão cheios os rios, e em breve espaço de tempo enchem pratos, ou cuias, que levam para casa, guisam, e se regalam.
O consumo entre os caboclos da atualidade não difere muito daquele descrito pelo jesuíta: ele ainda é consumido in natura no próprio lugar onde é apanhado, após ter as tripas removidas com o auxílio de um espinho ou graveto. Numa concessão à modernidade, pode ainda ser temperado com sal, limão e pimenta.

## Importância econômica
O turu é uma importante fonte de alimento para comunidades tradicionais que vivem da coleta nos manguezais paraenses, notadamente na Ilha de Marajó e demais regiões do Salgado Paraense. É também considerado popularmente um medicamento que combate várias enfermidades, de tuberculose à disfunção erétil, particularmente se utilizado na forma de caldo.
Embora não seja uma iguaria encontrada com facilidade mesmo nos grande centros paraenses, costuma ser vendida pelos catadores para comerciantes, que os revendem para restaurantes em Castanhal e inclusive Belém.

## Preparação e apresentação
Em cerca de 70% dos casos, o turu é consumido in natura pelos caboclos. Outros 20% o preferem cozido, e 10% não o consome, apenas vende. Dentre as formas de preparação, há o caldo, sopa, turu assado no espeto e até a moqueca de turu, da qual uma pescadora artesanal dá a receita:
Tempera o turu com cebola, pimentinha, cominho e cheiro verde. Mistura com farinha e coloca na folha do anajá ou do guarumã, fecha a folha e amarra. Depois coloca na brasa, e quando a folha estiver tostada é o ponto de tirar
Na preparação do caldo de turu, a receita tradicional não leva água, pois o animal é cozido nos seus próprios fluidos, após ser temperado com sal, limão e salsa. Há também quem o engrosse adicionando farinha de mandioca fina, compondo o chamado "caribé", que é dado como fortificante para enfermos e convalescentes.

## Valor alimentício
O turu é uma importante fonte de carboidratos (entre 16% e 20% de sua composição centesimal, contra 3,53% do caranguejo-uçá, por exemplo), o que pode ser explicado pelo fato dele se alimentar de madeira, composta por celulose, e que é um polissacarídeo. Daí vem a fama do turu ser um alimento afrodisíaco, pois contribui para restaurar as energias de quem o consome.
Todavia, e contrariando a opinião popular entre pescadores, o turu tem baixo valor protéico se comparado a outros pescados: entre 6,18 e 7,47% do valor centesimal, se comparado a 10,62% do camarão, 13,30% do caranguejo, 21,38% da lagosta, 14,19% da ostra e 12,67% do mexilhão.
Os valores de lipídeos também são baixos, cerca de 0,33% a 0,39% da composição centesimal, contra 0,6% a 1,7% em mexilhões e 0,90% no caranguejo-uçá.